# Apaxco
Apaxco – gmina leżąca w stanie Meksyk w Meksyku, powstała w 1877 roku.